# Jean-Pierre Laforce
Jean-Pierre Laforce est un mixeur de cinéma français.
Il a collaboré ou collabore avec des réalisateurs tels qu'Alain Resnais, Patrice Chéreau, Arnaud Desplechin, Robin Campillo, Pascale Ferran, André Téchiné, Jacques Nolot, Michael Haneke, Denis Villeneuve, Robert Kramer, Bruno Dumont, Nicole Garcia, François Ozon, Sophie Fillières, Laurent Cantet, Pierre Schoeller.
Nommé régulièrement pour le César du meilleur son, il a remporté cette récompense à deux reprises, pour On connaît la chanson puis pour  L'Exercice de l'État.
Il a par ailleurs contribué à trois films lauréats de la Palme d'or au festival de Cannes : Entre les murs (2008), Le Ruban blanc (2009) et  Amour (2012).
Il occupe le poste de co-directeur du département son à la Femis[Quand ?][réf. nécessaire].

## Filmographie sélective
- 1982 : À toute allure de Robert Kramer
- 1990 : La Vengeance d'une femme de Jacques Doillon
- 1991 : La Vieille qui marchait dans la mer de Laurent Heynemann
- 1994 : Petits arrangements avec les morts de Pascale Ferran
- 1994 : Consentement mutuel de Bernard Stora
- 1995 : Adultère, mode d'emploi de Christine Pascal
- 1997 : La Cloche (court métrage) de Charles Berling
- 1997 : Marius et Jeannette de Robert Guédiguian
- 1998 : On connaît la chanson de Alain Resnais
- 1998 : Jeanne et le Garçon formidable de Olivier Ducastel et Jacques Martineau
- 2001 : La Pianiste de Michael Haneke
- 2002 : Huit femmes de François Ozon
- 2004 : Cause toujours ! de Jeanne Labrune
- 2006 : En avant jeunesse ! de Pedro Costa
- 2008 : La Fille de Monaco de Anne Fontaine
- 2008 : Entre les murs de Laurent Cantet
- 2009 : Le Ruban blanc de Michael Haneke
- 2010 : Incendies de Denis Villeneuve
- 2011 : L'Exercice de l'État de Pierre Schoeller
- 2012 : Amour de Michael Haneke
- 2016 : En moi de Laetitia Casta
- 2018 : La Belle et la Belle, de Sophie Fillières
- 2024 : Ma vie, ma gueule, de Sophie Fillières

## Distinctions
Sauf indication contraire, les informations mentionnées dans cette section peuvent être confirmées par les bases de données cinématographiques IMDb et Allociné,  présentes dans la section « Liens externes ».

### Décoration
- Chevalier des Arts et des Lettres[Quand ?][réf. nécessaire]

### Récompenses
- César 1998 : meilleur son pour On connaît la chanson
- César 2012 : meilleur son pour L'Exercice de l'État

### Nominations
- César 2015 : meilleur son pour Saint Laurent (2015)